# Primavera Paraguaya
La Primavera Paraguaya, referido también como Movimiento de los indignados, fue un movimiento social paraguayo formado a raíz de manifestaciones del 15 de noviembre y el 20 de noviembre de 2013, convocada por diversos colectivos y miembros de la sociedad civil paraguaya, con la intención de solicitar el desafuero del político y senador paraguayo Víctor Bogado por el caso de la Niñera de Oro.
El movimiento ciudadano también fue conocido como #15NPy y #20NPy en las redes sociales de Facebook y Twitter.
El caso de la Niñera de Oro, generó la indignación ciudadana paraguaya, pero las manifestaciones surgieron a raíz de que 23 senadores prohibieron el desafuero de Víctor Bogado por esta situación en la sesión del Senado realizada el 14 de noviembre de 2013. Tras las manifestaciones ciudadanas del 15 de noviembre y el 20 de noviembre de 2013, finalmente la ciudadanía logró que los políticos opten por el desafuero de Víctor Bogado, en la sesión extraordinaria del Senado realizada el 28 de noviembre de 2013.

## Definiciones
Alguien definió lo que está pasando en estos días como una "nueva primavera democrática" en Paraguay y comparó la reacción ciudadana a lo que sucedió en 2011 cuando el mundo entero se estremeció al ver el inicio de un conjunto de revueltas en el Norte de África y Oriente Medio y que propició nada menos que la caída de algunos de los dictadores más temibles y obstinados de esa parte del planeta, como Hosni Mubarak en Egipto, Muamar Gadafi en Libia, Ben Ali en Túnez, además de varias rebeliones en curso contra las dictaduras de los Asad en Siria y los Khalifah en Bahréin.
Claro que, en este caso, podemos decir que la revuelta en Paraguay es hasta ahora simplemente mediática (?) y los escraches no pasan de las redes sociales y algunas que otras protestas en las calles. Una de esas protestas congregó a más de 5.000 personas y la otra a un número mayor de personas que convergieron en una caravana de vehículos, motocicletas y bicicletas de al menos 5 kilómetros en la costanera asuncena.
Pero, tampoco es menos cierto que la indignación se apoderó de la ciudadanía al conocer la manera tan descarada, burda y sin escrúpulos con la que algunos amigos y parientes del poder, han tomado como botín de guerra las arcas del Estado para beneficiarse económicamente a lo largo de todos estos años.
Cristian Cantero, periodista de Última Hora

## Senadores en contra del desafuero
Un total de 23 senadores del Partido Colorado, Partido Liberal Radical Auténtico y UNACE, votaron en contra del desafuero del senador Víctor Bogado por el Caso de la Niñera de Oro. Estos 23 políticos fueron escrachados por la ciudadanía como resultado. Ellos son:
Senadores del Partido Colorado:
- Nelson Aguinagalde
- Gustavo Alfonso
- Enrique Bachetta
- Víctor Bogado
- Óscar González Daher
- Mirtha Gusinky
- Juan Darío Monges
- Carlos Núñez
- Julio Quiñónez
- Silvio Ovelar
- Oscar Salomón
- Julio César Velázquez

Senadores del Partido Liberal:
- Zulma Gómez
- Enzo Cardozo
- Emilia Alfaro
- Blanca Fonseca
- Julio César Franco
- Blas Llano
- Fernando Silva Facetti
- Luis Alberto Wagner
- Ramón Gómez Verlangieri

Senadores del Partido Unace:
- José Manuel Bóveda
- Jorge Oviedo Matto

## Desarrollo de los acontecimientos
- 21 de abril: Elecciones generales de Paraguay de 2013.
- 8 de octubre: La prensa paraguaya difunde el Caso de la Niñera de Oro.
- 14 de noviembre: En sesión ordinaria del Senado Paraguayo, 23 senadores prohíben el desafuero de Víctor Bogado por el Caso de la Niñera de Oro.
- 15 de noviembre: Primera manifestación ciudadana en Paraguay en contra de políticos que no optaron por el desafuero de Víctor Bogado, por el Caso de la Niñera de Oro.
- 20 de noviembre: Segunda manifestación ciudadana en Paraguay en contra de políticos que no optaron por el desafuero de Víctor Bogado, por el Caso de la Niñera de Oro.
- 28 de noviembre:  En sesión ordinaria del Senado Paraguayo, los senadores deciden por mayoría y por presión ciudadana realizar el desafuero de Víctor Bogado por el Caso de la Niñera de Oro.